# Flughafen Rostow am Don - Platow

i7
i11
i13
Der Flughafen Rostow am Don - Platow (russisch Международный аэропорт Платов, IATA-Code: ROV, ICAO-Code: URRP) ist ein internationaler Flughafen 40 km nordöstlich der Stadt Rostow am Don, im Süden Russlands. Der Flughafen wurde am 27. November 2017 offiziell eröffnet und ersetzt den bisherigen Flughafen Rostow am Don. Der Regelbetrieb wurde am 7. Dezember 2017 aufgenommen.
Der Airport Platow ist nach dem russischen General und Donkosaken-Ataman Matwej Platow (1753–1818) benannt und für zunächst fünf Millionen Passagiere pro Jahr ausgelegt. Die Baukosten wurden mit etwa 50 Milliarden Rubel angegeben.
Wegen der Nähe zur ukrainischen Grenze ist der Flughafen seit Beginn des Russischen Überfalls auf die Ukraine am 24. Februar 2022 geschlossen.
Der Flughafen verfügt über ein 50.000 m² großes Hauptterminal sowie ein VIP-Terminal mit einer Fläche von 2.880 m². Er ist das Drehkreuz der Fluggesellschaft Azimut und wurde vor 2022 darüber hinaus von den Fluggesellschaften Aeroflot, Air Serbia, Azur Air, Belavia, Ellinair, FlyArmnia, flydubai, IrAero, NordStar, Nordwind Airlines, Pegas Fly, Red Wings Airlines, Rossiya Airlines, S7, SmartAvia, Smartwings, UTair und Uzbekistan Airways angeflogen.

## Lage
Der Flughafen liegt 40 km nordöstlich der Hauptstadt des Rostower Gebiets, Rostow am Don. Er befindet sich 65 m über Normalhöhennull (NHN).
Aufgrund seiner Lage ist der Flughafen nur mit dem Auto via der Autobahn M4 oder mit dem Bus erreichbar. Die Fahrtzeit vom Stadtzentrum bis zum Flughafen beträgt ca. 50 min. 